# Proisocrinus ruberrimus
Proisocrinus ruberrimus A.H. Clark, 1910 è un echinoderma crinoide dell'ordine Isocrinida. È l'unica specie nota del genere Proisocrinus e della famiglia Proisocrinidae.

## Descrizione
È un crinoide sessile, fissato al substrato roccioso, dotato di un peduncolo articolato, lungo 65–84 cm, a sezione pentagonale nei segmenti basali, circolare in quelli distali; il diametro del peduncolo è di 5–7 mm alla base e si incrementa gradualmente sino a divenire di 9–10 mm all'apice; sui segmenti basali del peduncolo sono presenti numerosi cirri, che si riducono progressivamente sino a scomparire nella parte intermedia e distale. Le braccia formano una corona a forma di ventaglio, di colore rosso acceso, del diametro di 11–17 cm.

## Alimentazione
è un animale filtratore che si nutre di una moltitudine di protisti e altri nutrienti disciolti nell'acqua

## Riproduzione
sono animali gonocorici, cioè a sessi separati I gameti sono prodotti da pinnule specializzate situate alla base delle braccia, e la fecondazione è esterna, cioè i gameti vengono liberati nell'acqua. Dopo la fecondazione le uova sono conservate alla base delle pinnule, sino alla schiusa.

## Distribuzione e habitat
Proisocrinus ruberrimus vive sui fondali rocciosi dell'oceano Pacifico occidentale, nel piano abissale, a profondità comprese tra 1.600 e 1.800 m. È stato osservato nelle acque circostanti le Filippine, Tahiti, Hawaii, Nuova Caledonia e Giappone (Okinawa).